# (33187) Pizzolato
1998 FD36 (asteroide 33187) é um asteroide da cintura principal. Possui uma excentricidade de 0.13890960 e uma inclinação de 8.60309º.
Este asteroide foi descoberto no dia 20 de março de 1998 por LINEAR em Socorro.